# Masurio Sabino
Masurio Sabino (in latino Massurius Sabinus; fl. I secolo) è stato un giurista romano, uno dei più importanti della storia del diritto romano.

## Biografia
Eponimo della scuola dei Sabiniani, fondata dal suo maestro Gaio Ateio Capitone, Sabino visse nel I secolo sotto il principato di Augusto e Tiberio (quest'ultimo nel 22 d.C. gli concesse la dignità equestre e il ius respondendi) e morì probabilmente sotto Nerone.
Secondo quanto ci riferisce Sesto Pomponio, Sabino, in contrasto con il costume del tempo, non seguì il cursus honorum e visse dei proventi ricavati dalla sua attività didattica.
La fama di Sabino è legata soprattutto al suo "trattato di diritto civile", i Libri tres iuris civilis, che divenne il testo base della sua scuola. Egli scrisse anche altre opere giusprivatistiche, fra cui una raccolta di responsi (Responsa) e un piccolo numero di libri edittali (Ad edictum prætoris urbanis). Si ricordano anche i Memoralia, i Fasti e i Commentarii de indigenis, che illustrano antiche consuetudini e cerimonie, collegi sacerdotali, riti e trionfi militari.
I Digesta giustinianei non riportano frammenti di opere del giurista romano. Masurio Sabino è tuttavia spesso citato dagli altri giuristi romani autori dei commenti ai Libri tres iuris civilis.